# Tecnomatix
Tecnomatix ist eine Software-Lösung, die Fertigungsbereiche von der Prozessdefinition und -planung über die Simulation und Überprüfung bis zur tatsächlichen Fertigung verbindet. Tecnomatix ist ein Anwendungsbeispiel für die digitale Fabrik.

## Unternehmensgeschichte
Das 1983 gegründete israelische Unternehmen Tecnomatics Technologies Ltd., das zuvor an der New Yorker Börse NASDAQ unter dem Kürzel TCNO notiert war, wurde zum 1. April 2005 zum Preis von 227,5 Millionen USD durch die UGS Corporation übernommen. Das Unternehmen beschäftigte zum Zeitpunkt der Übernahme mehr als 600 Mitarbeiter in mehr als 30 Niederlassungen und sieben Entwicklungszentren, von denen sich mit den Niederlassungen in Haar bei München und Stuttgart zwei in Deutschland befanden. Darüber hinaus existierten zum Übernahmezeitpunkt vier weitere Vertriebs- und Serviceniederlassungen in Deutschland. Im letzten eigenständigen Geschäftsjahr 2004 wurde am 27. Oktober 2004 ein um etwa 20 Prozent gegenüber dem Vorjahreszeitraum erhöhter Umsatz von 73,5 Millionen USD für die ersten neun Monate des Geschäftsjahres veröffentlicht. Am 4. Januar 2005 wurde die prinzipielle Einigung beider Unternehmen über das Rückkaufangebot von UGS für die sich im Umlauf befindlichen Aktienanteile von Tecnomatix mit 17 USD/Aktie bekanntgegeben. Diesem Angebot stimmten sowohl die Hauptversammlung der Tecnomatix Aktionäre als auch das Bundeskartellamt im Frühjahr 2005 zu.
Das Unternehmen lieferte Software-Lösungen für Planung, Überwachung und Steuerung von Produktionsprozessen (Manufacturing Process Management (MPM)) und Produktionsmanagement an die Automobil-, Elektronik- und Luftfahrtindustrie sowie weitere produzierende Industriezweige.
Die Produktpalette des Unternehmens floss in die vorhandenen Produkte der UGS Corporation zur Steuerung von Produktionsprozessen ein. Die aktuelle Produktlinie beinhaltet die Bereiche Teileproduktion, Montageplanung, Ressourcenplanung, Produktionsstättenentwurf und -optimierung, Arbeitskräfteeinsatz-, Qualitäts- und Produktionsmanagement, Produkt- und Produktionsdatenmanagement. Wichtigste Produktlinien der Tecnomatics Technologies Ltd. sind AnySim, eM-Human, eM-Workplace (RobCad), eM-Plant (Plant Simulation), Process Planner und Process Designer. Tecnomatix ist in die Teamcenter Produktpalette der UGS Corporation integriert und wird mit seinen Modulen innerhalb der Automobil-, Zulieferer-, Werft- und Elektronikindustrie eingesetzt.

## Funktionsübersicht
Tecnomatix umfasst mehrere Programme, die für unterschiedliche Aufgaben geeignet sind.

### Plant Simulation
Plant Simulation bietet eine graphische und integrierte Modellerstellung, die Simulation und Visualisierung von Systemen und Geschäftsprozessen und ist vollständig objektorientiert. Es sind hierarchische Strukturen, Vererbung, Polymorphismus, Wiederverwendung von Objekten etc. möglich. Plant Simulation lässt sich modular durch Zusatzprodukte erweitern.

### Process Designer
In „Process Designer“ wird das allgemeine Layout des Szenarios bestimmt. Die jeweiligen Komponenten des Szenarios wie Produkte und Ressourcen werden sogenannten Studien zugeordnet. Jede Studienart bietet andere Funktionen.

### Process Simulate
In „Process Simulate“ kann das in „Process Designer“ erzeugte Szenario einer Studie um weitere Ressourcen oder Produkte ergänzt werden. Nicht alle Studienarten lassen sich mit „Process Simulate“ laden. Hier können Roboteroperationen und Operationen anderer Ressourcen definiert und deren zeitliche Abfolge bestimmt werden. Sensoren und externe Signale lassen sich implementieren und über sogenannte „Logic Blocks“ verarbeiten und mit einer speicherprogrammierbaren Steuerung (SPS) verbinden. Während einer laufenden Simulation kann Einfluss auf das Szenario genommen werden, indem sich Objekte wie z. B. Ressourcen oder Menschen örtlich versetzen lassen und über einen „Signal Viewer“ können Signale überwacht und gesetzt werden. So können auch Störungssituationen simuliert werden. Das Programm bietet eine Schnittstelle zu einer realen SPS und Robotern.